# Germán Mera
Germán Mera (Cali, Valle del Cauca, Colombia; 5 de marzo de 1990) es un exfutbolista colombiano. Juega de defensa en el club Cienciano de la Liga 1 de Perú.

## Trayectoria

### Debut e inicios
Debutó profesionalmente en el Córdoba F. C. de la segunda división, al culminar la temporada el club desaparece y es refundado como Atlético de la Sabana las directivas de este club llegan a un acuerdo entre él y Deportivo Cali para una nueva cesión a la cual todos llegaron a un acuerdo con Atlético de la Sabana Germán disputó 40 partidos (33 en 2.ª división y 7 en Copa Colombia y convirtió 5 goles (3 en 2.ª división y 2 en Copa Colombia) ese gran nivel lo llevó a escalar peldaños y es cedido en enero de 2010 por un al Deportivo Pasto con el que disputó 32 partidos convirtiendo 2 goles y siendo recordado por en un acción de juego peligrosa lesionara a Juan Fernando Quintero del Envigado F. C. sacándolo de las canchas por 6 meses.

### Deportivo Cali
Ya con una experiencia de 3 años en el fútbol de ascenso regresa a reforzar al Deportivo Cali en enero de 2011 donde se mantuvo hasta mediados del 2013, llegando a disputar 57 partidos (37 de Liga, 19 de Copa Colombia y 1 de Copa Sudamericana) en los que no llegó a convertir ningún gol.

### Colorado Rapids y Bucaramanga
En vista de que aún no se podía consolidar del todo es cedido por cuarta ocasión por el Deportivo Cali en esta ocasión al fútbol internacional específicamente al Colorado Rapids de la Major League Soccer donde juega 22 partidos en territorio estadounidense. Tras su regreso a Colombia por quinta ocasión es cedido regresando a la B a comienzos del 2014 con el Atlético Bucaramanga con el que disputó 14 partidos como titular indiscutible recibiendo 5 tarjetas amarillas y un roja.

### Deportivo Cali
A mediados del 2014 tras una experiencia de 4 años por fuera de la institución azucarera distribuidos en 3 años y medio en la segunda división y 6 meses en la MLS, Germán mucho más maduro de a poco se fue consolidando en la titular del club con el que sale campeón en el primer semestre de 2015 de la mano del profesor Fernando "el Pecoso" Castro, además de disputar la final del Torneo Apertura 2017 en la que él anota un gol.

### Club Brujas
Su buen nivel lo llevó al fútbol internacional por segunda oportunidad, el Brujas de la Primera División de Bélgica compró sus derechos deportivos por una suma de 2 millones de dólares.

### KV Malinas
El 9 de enero de 2018, Mera quitó el Brujas, donde apenas tuvo oportunitades para jugar, y llegó al KV Malinas, otro equipo belga de la Primera División de Bélgica firmando contrato por dos años y medio. En sus primeros partidos con el Mechelen fue jugador titular, pero no logró impresionar y, desafortunadamente, el equipo fue relegado a la segunda división.
Sin embargo, en su segundo año en el equipo, Mera se convirtió en un pilar fundamental de la defensa. Además, se destacó en las jugadas de balón parado y marcó varios goles de cabeza. Gracias a su labor y a la del resto del equipo, el Mechelen logró el ascenso a la primera división belga.
Ese mismo año el KV Mechelen ganó la Copa de Bélgica, un logro excepcional para un equipo de segunda división. En la final de la copa, Mera marcó el gol decisivo de cabeza.
En el verano de 2019, Mera regresó a Colombia, pero dejó una gran huella en el corazón de los aficionados del Mechelen.

### Junior
El 9 de julio de 2019 su regreso a la Categoría Primera A de Colombia jugando para el Junior Su primer gol lo marca el 7 de septiembre para darle la victoria al último minuto por la mínima en el clásico contra el Unión Magdalena.

### Deportivo Cali
Tras rescindir contrato con el Atlético Junior a inicios del 2022 , posteriormente en el mes de junio se especulo su posible regreso al Deportivo Cali en el cual  hubo conversaciones pero se había cancelado esa posibilidad hasta cierto momento , pero se reactivó la posibilidad en el mismo mes , el jugador llegó un acuerdo con el conjunto azucarero , tras dar a conocer su tercera etapa con el equipo ya está ala espera de firmar contrato , el sábado 18 de junio del 2022 el Deportivo Cali oficializa su contratación , el 11 de noviembre del 2022 se hace oficial que renovó su contrato hasta diciembre del 2023.

### Club Cienciano
El 8 de diciembre del 2023 se oficializa como nuevo refuerzo del Club Cienciano de Perú. Jugó un total de 23 partidos, anotando 2 goles. A pesar de haber renovado su contrato por el 2025, se le rescinde su contrato argumentando temas personales.

## Selección nacional
En enero de 2022 fue convocado para un partido amistoso de la selección de fútbol de Colombia contra Honduras en Estados Unidos.

## Clubes
| Club                  | País           | Año           |
| --------------------- | -------------- | ------------- |
| Córdoba F. C.         | Colombia       | 2009          |
| Atlético de la Sabana | Colombia       | 2009          |
| Deportivo Pasto       | Colombia       | 2010          |
| Deportivo Cali        | Colombia       | 2011 - 2013   |
| Colorado Rapids       | Estados Unidos | 2013          |
| Atlético Bucaramanga  | Colombia       | 2014          |
| Deportivo Cali        | Colombia       | 2014 - 2017   |
| Brujas                | Bélgica        | 2017          |
| Mechelen              | Bélgica        | 2018 - 2019   |
| Junior                | Colombia       | 2019 - 2022   |
| Deportivo Cali        | Colombia       | 2022 - 2023   |
| Cienciano             | Perú           | 2024-presente |

## Estadísticas
| Club                             | Temporada           | Liga  | Liga  | Copa Nacional | Copa Nacional | Copa Internacional | Copa Internacional | Total | Total |
| Club                             | Temporada           | Part. | Goles | Part.         | Goles         | Part.              | Goles              | Part. | Goles |
| -------------------------------- | ------------------- | ----- | ----- | ------------- | ------------- | ------------------ | ------------------ | ----- | ----- |
| Córdoba F. C. · Colombia         | 2009                | 16    | 0     | -             | -             | -                  | -                  | 16    | 0     |
| Córdoba F. C. · Colombia         | Total               | 16    | 0     | -             | -             | -                  | -                  | 16    | 0     |
| Atlético de la Sabana · Colombia | 2009                | 40    | 5     | 2             | 2             | -                  | -                  | 42    | 7     |
| Atlético de la Sabana · Colombia | Total               | 40    | 5     | 2             | 2             | -                  | -                  | 42    | 7     |
| Deportivo Pasto · Colombia       | 2010                | 30    | 2     | 2             | 0             | -                  | -                  | 32    | 2     |
| Deportivo Pasto · Colombia       | Total               | 30    | 2     | 2             | 0             | -                  | -                  | 32    | 2     |
| Deportivo Cali · Colombia        | 2011                | 26    | 0     | 9             | 0             | 1                  | 0                  | 36    | 0     |
| Deportivo Cali · Colombia        | 2012                | 10    | 0     | 7             | 0             | -                  | -                  | 17    | 0     |
| Deportivo Cali · Colombia        | 2013                | 1     | 0     | 3             | 0             | -                  | -                  | 4     | 0     |
| Deportivo Cali · Colombia        | Total               | 37    | 0     | 19            | 0             | 1                  | 0                  | 57    | 0     |
| Colorado Rapids Estados Unidos   | 2013                | 21    | 0     | 1             | 0             | -                  | -                  | 22    | 0     |
| Colorado Rapids Estados Unidos   | Total               | 21    | 0     | 1             | 0             | -                  | -                  | 22    | 0     |
| Atlético Bucaramanga · Colombia  | 2014                | 14    | 0     | -             | -             | -                  | -                  | 14    | 0     |
| Atlético Bucaramanga · Colombia  | Total               | 14    | 0     | -             | -             | -                  | -                  | 14    | 0     |
| Deportivo Cali · Colombia        | 2014                | 17    | 1     | 3             | 0             | 4                  | 0                  | 24    | 1     |
| Deportivo Cali · Colombia        | 2015                | 43    | 3     | 4             | 0             | -                  | -                  | 47    | 3     |
| Deportivo Cali · Colombia        | 2016                | 29    | 3     | 4             | 1             | 6                  | 0                  | 39    | 4     |
| Deportivo Cali · Colombia        | 2017                | 25    | 2     | 2             | 0             | 2                  | 0                  | 29    | 2     |
| Deportivo Cali · Colombia        | Total               | 114   | 9     | 13            | 1             | 12                 | 0                  | 139   | 10    |
| Brujas · Bélgica                 | 2017                | 2     | 0     | -             | -             | -                  | -                  | 2     | 0     |
| Brujas · Bélgica                 | Total               | 2     | 0     | -             | -             | -                  | -                  | 2     | 0     |
| Mechelen · Bélgica               | 2018                | 8     | 3     | -             | -             | -                  | -                  | 8     | 3     |
| Mechelen · Bélgica               | 2018-19             | 23    | 1     | 5             | 1             | -                  | -                  | 28    | 2     |
| Mechelen · Bélgica               | Total               | 31    | 4     | 5             | 1             | -                  | -                  | 36    | 5     |
| Junior · Colombia                | 2019                | 21    | 2     | 3             | 0             | -                  | -                  | 24    | 2     |
| Junior · Colombia                | 2020                | 19    | 1     | 3             | 0             | 11                 | 0                  | 33    | 1     |
| Junior · Colombia                | 2021                | 26    | 1     | -             | -             | 6                  | 1                  | 32    | 2     |
| Junior · Colombia                | 2022                | 4     | 0     | -             | -             | 1                  | 0                  | 5     | 0     |
| Junior · Colombia                | Total               | 70    | 4     | 6             | 0             | 18                 | 1                  | 94    | 5     |
| Deportivo Cali · Colombia        | 2022                | 19    | 0     | -             | -             | 2                  | 0                  | 21    | 0     |
| Deportivo Cali · Colombia        | 2023                | 30    | 0     | 4             | 1             | -                  | -                  | 34    | 1     |
| Deportivo Cali · Colombia        | Total               | 49    | 0     | 4             | 1             | 2                  | 0                  | 55    | 1     |
| Cienciano · Perú                 | 2024                | 23    | 2     | -             | -             | -                  | -                  | 23    | 2     |
| Cienciano · Perú                 | Total               | 23    | 2     | 0             | 0             | 0                  | 0                  | 23    | 2     |
| Total en su carrera              | Total en su carrera | 447   | 26    | 52            | 5             | 33                 | 1                  | 533   | 32    |

## Palmarés

### Torneo Nacionales
| Título                | Equipo         | País     | Año  |
| --------------------- | -------------- | -------- | ---- |
| Torneo Apertura       | Deportivo Cali | Colombia | 2015 |
| Belgacom League       | Mechelen       | Bélgica  | 2019 |
| Copa de Bélgica       | Mechelen       | Bélgica  | 2019 |
| Superliga de Colombia | Junior         | Colombia | 2020 |

### Distinciones individuales
| Distinción                         | Año  |
| ---------------------------------- | ---- |
| Once ideal del Torneo Finalización | 2019 |
| Once ideal del año - Acolfutpro    | 2019 |